# اولوز
اولوز (به فرانسوی: Aoulouz) یک منطقهٔ مسکونی در مراکش است که در Taroudant Province واقع شده‌است.
 اولوز  ۵٬۷۵۶ نفر جمعیت دارد.